# Oktjabr'skij (Territorio di Chabarovsk)
Oktjabr'skij (in russo Октя́брьский?) è un insediamento di tipo urbano della Russia, situato nel Territorio di Chabarovsk. Si trova nel distretto Vaninskij.
La località si trova nella parte orientale della regione, pochi chilometri a sud-ovest del centro amministrativo del distretto Vanino.